# Menaje Del Hogar
Menaje Del Hogar är en spansk hemelektronikkedja som grundades 1942 av familjen Pérez Ramón i Madrid. Som år 2007 hade 995 anställda och 65 varuhus över hela Spanien. Kedjan ägs av Kesa Electricals Plc.